# مظاهرات جامعة فيرجينيا المؤيدة لفلسطين
مظاهرات جامعة فيرجينيا المؤيدة لفلسطين 2024 هي مظاهرات قام بها طلاب مؤيدون لفلسطين في حرم جامعة فرجينيا في أيار/مايو 2024. حيث نظم المتظاهرون احتجاجات احتلال في أراضي الجامعة لدعم القومية الفلسطينية في سياق حرب الإبادة على غزة.
نظم الطلاب فعاليات اعتصام عديدة في جامعة فيرجينيا منذ بداية الحرب. ففي نيسان/أبريل عام 2024، قام دونالد ترامب بمقارنة الاعتصامات المؤيدة لفلسطين في الجامعات الأمريكية في احتجاجات شارلوتسفيل 2017 التي قام بها معتدون من جماعات وحدوا اليمين. وفي الأول من أيار/مايو، أسس المعتصمون مخيم اعتصام في الجامعة. وفي الرابع من أيار/مايو، فضت الشرطة الاعتصام باعتقال 27 شخصاً من المعتصمين، ورش غاز الفلفل عليهم.

## الخلفية
تقع جامعة فيرجينيا في شارلوتسفيل في ولاية فيرجينيا.
كان لا يزال آثر ذكرى اعتصامات سيادة البيض عام 2017 من جماعات وحدوا اليمين قوياً، في وقت حدوث الاعتصامات المؤيدة لفلسطين لدى مجتمع فيرجينيا. وقام الرئيس السابق دونالد ترامب بتشبيه الاعتصامات الجامعية المؤيدة لفلسطين بالاعتداءات التي قامت بها جماعات وحدوا اليمين. ووصف معلق ذا نيو ريببلك هذا التشبيه بالوضيع والخسيس. وعقب أحداث السابع من أكتوبر، قامت مجموعة من الطلاب المعتصمين بنشر خطاب 11 أكتوبر لدعم حرية فلسطين. وفي التاسع عشر من أبريل/نيسان نظم الطلاب تظاهرة تمثيل الموت في "لاون". وشهد مجتمع فيرجينيا سابقاً تظاهرات داعمة لفلسطين منها مسيرة التضامن مع فلسطين في 2021.

## المظاهرات
في يوم الثلاثاء 30 أبريل/نيسان، قررت جماعات من الطلاب عقد مظاهرات لتأييد فلسطين بدءاً من اليوم التالي الأربعاء الموافق الأول من مايو. وقد جاء هذا القرار عقب الفض العنيف لاعتصامات جامعتي فيرجينيا كومونولث وفيرجينيا للتقنية. وفي بداية المظاهرات، قام معارضون للمتظاهرين المؤيدين لفلسطين بتشبيههم بالمتعصبين لسيادة البيض الذين نظموا توحيد اليمين.
كان معسكر الاحتجاج بالقرب من كنيسة الجامعة. ومع حلول اليوم الثالث كانت احتجاجات الاحتلال في أوج قوتها وبدا أنها ستستمر إلى آجل غير مسمى. وقام أساتذة الجامعة بتنظيم حوار أكاديمي عن الحرب، استجابة لهذه التظاهرات. وفي اليوم الرابع للاعتصام أعلن المتظاهرون عن نشرهم لبيان على حسابهم الرسمي على إنستغرام، حيث تضمن البيان مطالب من ضمنها سحب الجامعة لاستثماراتها من إسرائيل. وفي يوم السبت الموافق الرابع من مايو/أيار قامت قوات الشرطة بفض الاعتصام. حيث وصفت صحيفة نيويورك تايمز اعتقالات جامعة فيرجينيا بإنها الأبرز في تاريخ البلاد. إذ قامت الشرطة برش المتظاهرين بغاز الفلفل واعتقلت 25 شخصاً بتهمة انتهاك الممتلكات.

## ردود الفعل
وصف كل من صحيفة جامعة فيرجينيا "ذي كافيلر ديلي"، والصحيفة المحلية "شارلوتسفيل تومورو"، والجهات الرسيمة للجامعة المعتصمين بالمؤيدين لفلسطين، بينما وصفتهم الصحيفة المحلية "ذي ديلي بروجرس" بمناهضي الحرب، وقامت مصادر صحفية لفوكس نيوز بوصفهم بمنهاضي إسرائيل.
وأصدرت الجامعة ممثلة برئيسها جيمس راين بياناً رسمياً في الرابع من أيار/مايو أوضحت فيه أن الاعتصامات انتهت بسبب السلوك العنيف للمعتصمين، وبسبب رفضهم الامتثال لسياسات الجامعة.